# Chrysopodes nebulosus
Chrysopodes nebulosus är en insektsart som beskrevs av Adams och Penny 1987. Chrysopodes nebulosus ingår i släktet Chrysopodes och familjen guldögonsländor. Inga underarter finns listade i Catalogue of Life.